# Chung Thanh Phong
Chung Thanh Phong (sinh ngày 18 tháng 1 năm 1988) là một nhà thiết kế thời trang người Việt Nam.

## Tiểu sử
Chung Thanh Phong sinh ngày 18 tháng 1 năm 1988 tại Đà Nẵng. Trước khi trở thành nhà thiết kế thời trang anh từng có niềm đam mê âm nhạc nên đăng ký tham gia cuộc thi Vietnam Idol khi 19 tuổi và lọt vào top 10. Anh cho biết nhà thiết kế Alexander McQueen là người có ảnh hưởng đến sự nghiệp của mình.

## Sự nghiệp
Năm 2013, anh thành lập thương hiệu thời trang "Rin by Chung Thanh Phong". Ngày 26 tháng 3 năm 2015, ra mắt bộ sưu tập "Cats D'amour" gồm 40 mẫu thiết kế lấy cảm hứng từ loài mèo. Ngày 13 tháng 12 năm 2017, Chung Thanh Phong thực hiện show giới thiệu bộ sưu tập Xuân Hè 2018 - She's a Goddess. Đây là show diễn cá nhân thứ ba và đánh dấu 7 năm khởi nghiệp. Tháng 6 năm 2018, Thanh Phong ra mắt bộ sưu tập "Phong" gồm 70 thiết kế diễn ra tại tòa nhà Bitexco. Tháng 7, Chung Thanh Phong ra mắt bộ sưu tập váy cưới "Nàng Mây" diễn ra trên Cầu Vàng, Đà Nẵng. Tháng 11 cùng năm anh giới thiệu bộ sưu tập "I am what I am" gồm 80 mẫu thiết kế dành cho cả nam và nữ với thông điệp: "Tôi là ai, tôi thế nào, tôi vẫn đẹp và hạnh phúc theo cách mình mong muốn".
Năm 2019, anh thành lập thương hiệu thời trang "Meuw Menswear" dành riêng cho nam giới. Trong thời gian này anh thành lập thương hiệu mỹ phẩm "IAM Cosmetics". Ngày 6 tháng 7 năm 2019, anh thực hiện show diễn "I am sunny" lấy bối cảnh mùa thu nước Pháp. Ngày 3 tháng 12 năm 2019, Chung Thanh Phong ra mắt bộ sưu tập Xuân Hè 2020 mang tên "IAM SUPERSTAR" là show diễn thứ 2 trong năm quy tụ nhiều người mẫu qua các thế hệ: Việt Trinh, Thúy Hằng – Thúy Hạnh, Trần Bảo Ngọc, Hà Anh, Trang Trần, Võ Hoàng Yến, Minh Tú.
Đầu năm 2020, Chung Thanh Phong ra mắt MV thời trang đầu tiên tại Việt Nam mang tên "I AM SUPERSTAR" với sự góp mặt của 3 ca sĩ Gil Lê, Trang Pháp, Trọng Hiếu. Tháng 5, anh trình làng bộ sưu tập "Save yourself" nhằm lan tỏa thông điệp tích cực, chia sẻ khó khăn với cộng đồng do dịch COVID-19. Tháng 10 cùng năm, Chung Thanh Phong trình làng bộ sưu tập váy cưới "Dear My Princess" gồm 90 mẫu thiết kế mang phong cách cổ điển.
Năm 2021, các mẫu thiết kế của Chung Thanh Phong đã được các ngôi sao quốc tế chọn làm trang phục như Nicole Scherzinger, Paris Hilton. Cùng năm, anh giữ vai trò giám khảo cuộc thi "TikTok FashUP 2021". Tháng 12 năm 2021, Chung Thanh Phong thiết kế trang phục cho Nguyễn Huỳnh Kim Duyên để cô dự thi Miss Universe. Ba thiết kế mang thông điệp về bảo vệ môi trường được lên ý tưởng và thực hiện bằng tay chỉ trong một tuần, trước 10 ngày Kim Duyên lên đường sang Israel dự thi.
Năm 2023, Chung Thanh Phong tham gia sự kiện Fashion Voyage 5, giới thiệu bộ sưu tập CTP No.2 ở Phú Quốc. Anh tiếp tục khai thác thế mạnh là phong cách vị lai, mang tới những thiết kế lấp lánh ánh bạc, đính kết các mảnh mica tạo hiệu ứng quả cầu ánh sáng, phối hợp với phụ kiện. Chỉ một tuần sau show diễn được tổ chức, stylist Phạm Băng Băng liên hệ đặt hàng anh làm sản phẩm cho cô khi dự Liên hoan phim Cannes 2023.

## Tranh cãi
Năm 2014, bộ sưu tập "Cat in the City" của Chung Thanh Phong bị tố "bắt chước" thiết kế bộ sưu tập "The Twins" của Đỗ Mạnh Cường.

## Giải thưởng
Năm 2019, Chung Thanh Phong được vinh danh ở hạng mục "Nhà thiết kế trẻ xuất sắc nhất" tại Vietnam Fashion Awards.